# أحمد الملك
أحمد الملك هو أحمد محمد حمد الملك، روائي وقاص سوداني. ولد في مدينة أرقو في الولاية الشمالية عام 1967.

## التعليم والعمل
أكمل أحمد الملك دراسته في أرقو ودنقلا الثانوية، وتلقى دراسته الجامعية في جامعة القاهرة فرع الخرطوم. عمل مدرسًا للغة الإنجليزية. هاجر من السودان عام 1998، وعمل في هولندا مع عدد من المنظمات المهتمة بالأدب وحوار الثقافات. ترجمت روايته «الخريف يأتي مع صفاء» إلى الفرنسية والهولندية. له قصص قصيرة ترجمت إلى الهولندية، والفرنسية، والإنجليزية، وصدر بعضها ضمن مجموعات قصصية.

## مؤلفاته
أصدر أول رواياته (الفرقة الموسيقية) عن دار جامعة الخرطوم للنشر عام 1991، انتقدت الرواية الحكم العسكري وغياب الحريات في السودان بعد سقوط النظام الديمقراطي عام 1989. في عام 1996 صدرت روايته الثانية عصافير آخر أيام الخريف عن دار الخرطوم للطباعة والنشر، واعتبر بعض النقاد الرواية متأثرة كثيرا بتيار الواقعية السحرية السائد في روايات أمريكا اللاتينية، بينما يرى البعض أنها تضرب في جذور التراث السوداني الغني بأساطيره وتنوع ثقافاته. يعبر نص (عصافير آخر أيام الخريف) عن لونية جديدة وتيار خاص وجديد في الرواية السودانية الحديثة لم يضاء بعد كما ينبغي. ويمكن القول بشكل مطلق أن ملحمة العصافير الخريفية كانت محاولة جادة لمحاكاة «مائة عام من العزلة» لماركيز، وفق منظور «أفرو- عربي» يمازج بين عناصر التاريخ الدرامي العربي في السودان، وتاريخ الزنجية الذي طمست الكثير من وقائعه وغابت عن التدوين لفترة ما قبل تأسيس السلطة السنارية العربية، وقد استلهم حمد الملك العديد من بنى التراث وحاول في ذات الوقت أن يوجد فضاءات غير متوقعة من صنع خياله لا تمس للتاريخ الحقيقي أو الاصطناعي بصلة ما.
صدرت له مجموعة قصص قصيرة عام 2001 عن دار الأهالي في سوريا بعنوان الموت السادس للعجوز منوفل، اتبعها بروايته (الخريف يأتي مع صفاء) عن (المؤسسة العربية للدراسات والنشر) التي تصور حياة ديكتاتور ينفرد بالسلطة لعدة أعوام فيما المجاعة والحروب الأهلية تدمر استقرار وطنه. ويرى بعض النقاد أن أحمد الملك يحكي في روايته قصة عدم الاستقرار في بلاده منذ رحيل الاستعمار الإنجليزي وفشل الحكومات الوطنية في إيجاد حلول لمشاكل السودان المزمنة. ترجمت الرواية إلى اللغة الفرنسية وصدرت عن دار أكتس صد في العام 2007 ثم صدرت لها ترجمة هولندية في العام 2010 عن دار (دي خوس) للنشر.
صدرت له عام 2005 رواية قصيرة مع مجموعة قصص بعنوان: (نورا ذات الضفائر) عن دار عزة للنشر بالخرطوم. ثم صدرت له تباعا (بيت في جوبا) عن دار الحضارة للنشر بالقاهرة. و سبعة غرباء في المدينة عن دار نشر أوراق المصرية 2014. ثم رواية (الحب في مملكة الجنجويد) عن دار نشر أوراق بالقاهرة. ورواية (الزمن قبل غارة الأنتينوف) عن دار الحضارة بالقاهرة. كما صدرت له مجموعة قصصة بعنوان (عمايل الكيزان في بلاد السودان) سنة 2018. وفي نفس العام أصدر أيضا (حين سرق السيد الرئيس الجوكر).
ضمن مجموعة كتّأب من السودان صدرت له قصة بالفرنسية في مجموعة قصصية. صدرت له في العام 2019 رواية: (موسم صيد الرقيق) عن دار الريم للنشر، كما صدرت له عن نفس الدار مجموعة قصصية بعنوان: (أحلام الملكة النائمة)، ومجموعة قصصية أخرى بعنوان: (سأعود حين يفيض النهر)، عن دار رفيقي للنشر. عن دار ويلوز هاوس صدرت له 2021 ترجمة إنجليزية لرواية سبعة غرباء في المدينة. كما صدرت له رواية: كهنة آمون.
ترجمت بعض قصصه القصيرة إلى الهولندية والإنجليزية وصدرت ضمن مجموعات قصصية مع كتّأب آخرين. بالمشاركة مع عدد من الكتّاب الأفارقة، فامبا شريف وكتّاب آخرين صدر له كتاب للقصص القصيرة بعنوان أسود وجد رواجا كبيرا في هولندا وبلجيكا.

## جوائز
- جائزة مهرجان صورة العالم بشمال هولندا 2001 عن قصة «المشير يبحث عن بيته في شارع الأرامل».[2]

## نشاطات ومشاركات
- ندوة حول تجربته الأدبية في مركز الفنون خرونجن بهولندا عام 2002.
- محاضرة عن تجربته الأدبية في جامعة بروكسل الحرة عام 2006.
- مؤتمر الرواية العربية في القاهرة عام 2005.
- مؤتمر الرواية ((Babel Upon Amstel) في جامعة أمستردام عام 2008.
- مؤتمر الادباء العرب في بروكسل عام 2007.
- مؤتمر كتّاب بلا حدود في لاهاي عام 2012.
- مؤتمر أدباء يواجهون الحروب الأهلية – بروكسل عام 2012.
- ندوة عن الأدب السوداني في أدنبرة عام 2016 ضمن معرض أدنبرة الدولي للكتاب.
- ندوة عن الأدب السوداني مع الأديب طارق الطيب، مجلة بانيبال في لندن عام 2016.
- عدة قراءات أدبية في عدة منتديات أدبية ومع منظمة اونفايل أمستردام للكتّاب المهاجرين.[2]